# Honeynet
Los Honeynet son un tipo especial de Honeypots de alta interacción que actúan sobre una red entera, diseñada para ser atacada y recobrar así mucha más información sobre posibles atacantes. Se usan equipos reales con sistemas operativos reales y corriendo aplicaciones reales.
Este tipo de honeypots se usan principalmente para la investigación de nuevas técnicas de ataque y para comprobar el modus-operandi de los intrusos.
El concepto de honeynet empezó en 1999 con Lance Spitzner, fundador del Proyecto Honeynet publicó un artículo:

A honeynet is a network of high interaction honeypots that simulates a production network and configured such that all activity is monitored, recorded and in a degree, discreetly regulated. (en español:"Una honeynet es una red de internet de alta interacción de tipo honeypot, que simula una red de producción y está configurada de manera tal que toda la actividad en ella, esta monitoreada, grabada y en un grado, discretamente regulada")
Lance Spitzner